# 代戎
代戎，先秦戎人的一支，又称北戎。
西周末年居住在山西省汾河、隰县地区。周宣王三十八年（前790年），被晋国人击败，又被邢国所击破。周桓王六年（前714年），出兵攻打郑国，郑国大败北戎。周桓王十四年（前706年），出兵讨伐齐国，齐国向郑国求救，郑庄公派公子忽率军救援，北戎兵败，大良少良二帅被俘。后来迁到代地（今河北省蔚县），在春秋战国之际（前458年）被赵襄子所灭。